# Naujamiestis
Naujamiestes seniūnija (litauisk: Naujamiesčio seniūnija) er en bydel i Vilnius på Neris' venstre bred, umiddelbart vest for Senamiestis, Vilnius' Gamle Bydel.
Naujamiestes seniūnija består af kvarteret Naujamiestes.